# Plioplatecarpus
O Plioplatecarpus é um réptil marinho extinto pertencente à família Mosasauridae. Ele viveu no período Cretáceo, há cerca de 83 milhões anos. Seus restos fósseis foram encontrados principalmente na Europa e América do Norte, mas alguns restos atribuídos a este tipo também foram encontrados na Antártida e na África.

## Descrição

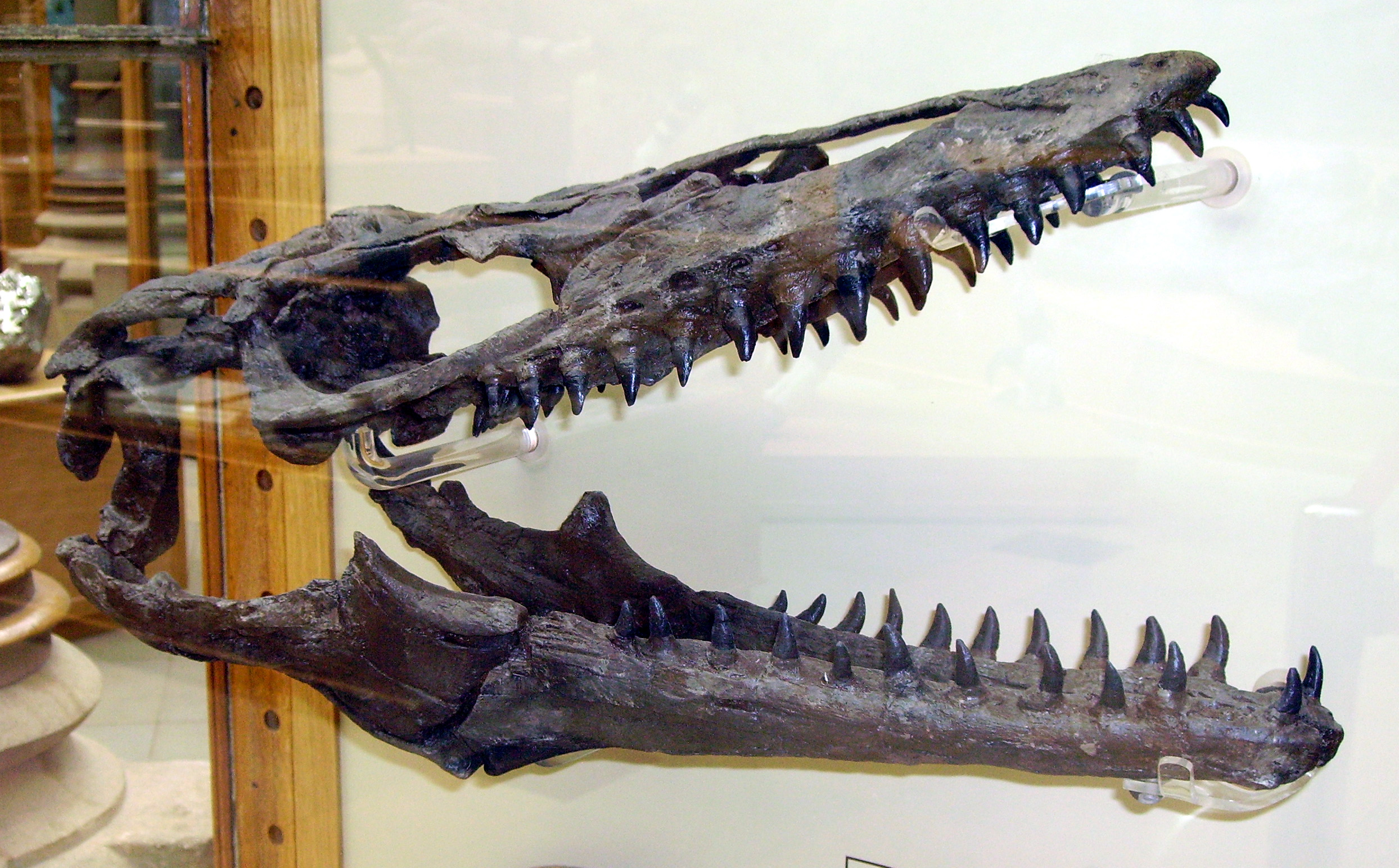
Crânio de um Plioplatecarpus primaevus.

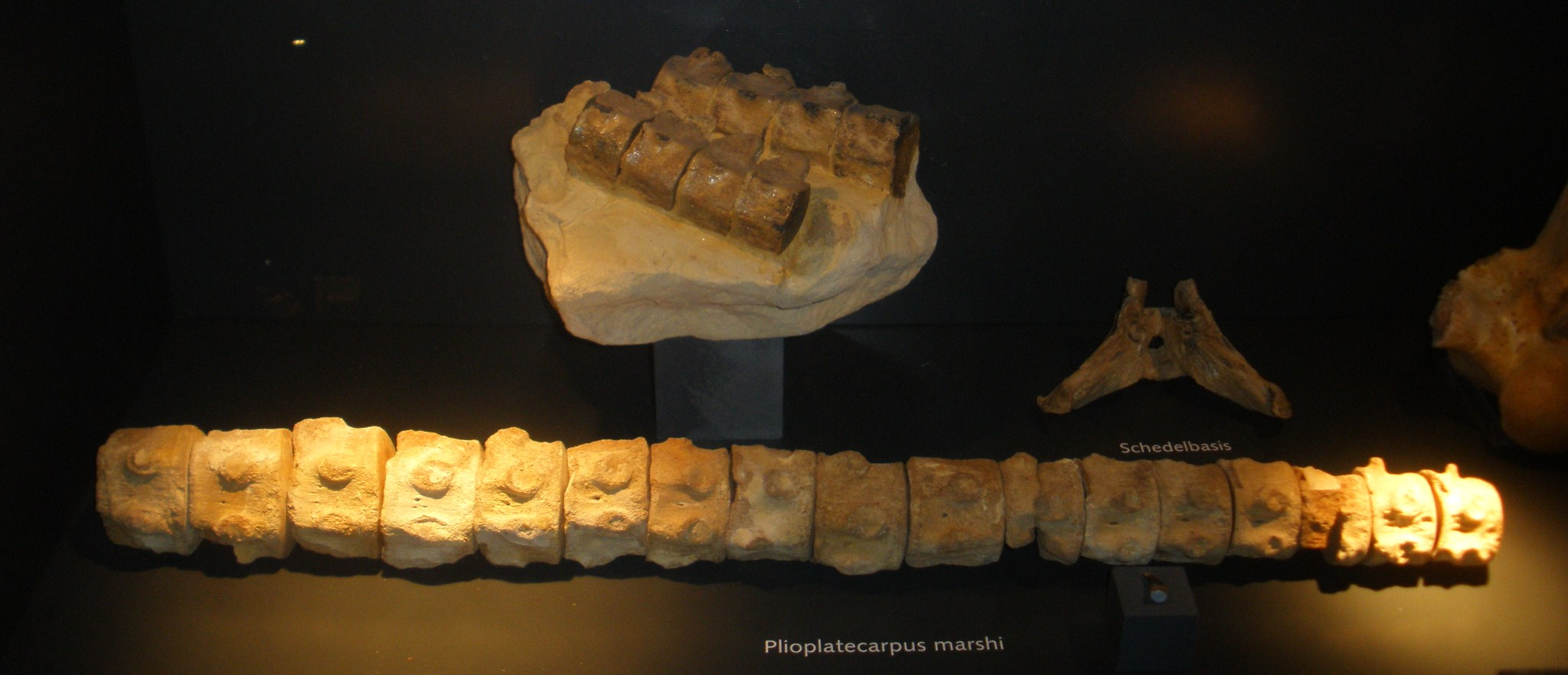
Vértebras de um plioplatecarpus marshi.

Os olhos do Plioplatecarpus são proporcionalmente maiores do que os de muitos gêneros mosassauro, embora o crânio seja relativamente curto. Ele tem menos dentes do que a maioria dos mosassauros, mas eles são muito recurvados. Isto sugere que o Plioplatecarpus teria caçado presas relativamente pequenas de que poderia agarrar com muita precisão.

### Classificação
Plioplatecarpus foi descrito pela primeira vez por Louis Dollo em 1882, com base em alguns exemplares incompletos do Maastrichtiano da Bélgica (P. Marshi). Anteriormente, em 1869, Edward Drinker Cope descreveu um mosassauro de New Jersey com o nome de Mosasaurus depressus. Somente após esses restos foram atribuídas a Plioplatecarpus. A espécie Plioplatecarpus primaevus foi descrito pela primeira vez por Dale Russell, em 1967, com base em fósseis do Xisto Pierre Bell, em Dakota do Sul. Outras espécimes mais completas desta espécie foram encontrados em outras partes da América do Norte (Manitoba, Saskatchewan, Alberta, Kansas, Alabama). A espécie Plioplatecarpus houseaui, cerca de 4,5 metros de comprimento, também vem da Bélgica. Uma espécie descrita em 2007 (Plioplatecarpus nichollsae) mais tarde foi atribuída a um novo tipo de mosassauros, Latoplatecarpus.

### Descobrimento
Plioplatecarpus foi encontrado pela primeira vez na Europa pelo paleontólogo Louis Dollo (P.marshi) em 1882. Na América do Norte, Edward Drinker Cope encontrou outro mosassauro em 1869, mas tinha identificado como Mosasaurus. Seria reclassificada mais tarde como Plioplatecarpus por Liodon, em 1870. Seria reclassificada como Platecarpus, e mais tarde como Prognathodon. No entanto, o gênero restableria Plioplatecarpus.

### Distribuição
Plioplatecarpus eram encontrados em muitos lugares ao redor do mundo (a maioria dos mosasurios eram bastante extensas). O Pliopltecarpus foi encontrado em Pierre Shale no Kansas, em Demopolis Chalk do Alabama e no Mississippi, Dakota do Norte, Dakota do Sul, Canadá, Suécia, Países Baixos, e, muito recentemente, Wyoming. A amostra de Wyoming é até agora o único do seu género a ser encontrada no estado, e pode representar uma nova espécie de Plioplatecarpus. Está sendo preparado no Museu Geológico de Tate, e foi nomeada Oomtar.